# デラウェア州の都市圏の一覧

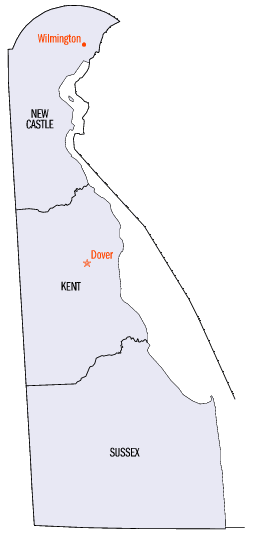
デラウェア州の3郡を示す地図

本項目はデラウェア州の都市圏の一覧（デラウェアしゅうのとしけんのいちらん）である。
アメリカ合衆国国勢調査局は、デラウェア州に合同統計地域（CSA/広域都市圏）1ヶ所、および大都市統計地域（MSA/都市圏）2ヶ所、および小都市統計地域（μSA/小都市圏）1ヶ所を定義している。を定義している。下表には、左列より以下の情報を示す。
- 合同統計地域（定義されている場合）の名称
- 合同統計地域の人口
- コアベース統計地域（大都市統計地域および小都市統計地域）の名称
- コアベース統計地域の人口
- 各統計地域に含まれる郡の名称
- 各統計地域に含まれる郡の人口

なお、下表においては、デラウェア州と他州にまたがる合同統計地域およびコアベース統計地域については、名称と統計地域の総人口を青緑色で、デラウェア州内の人口を黒色でそれぞれ示す。また、他州のコアベース統計地域および郡については、その名称と人口を緑色でそれぞれ示す。
下表における人口の数値はすべて2020年に行われた国勢調査時のものである。また、合同統計地域、コアベース統計地域（大都市統計地域・小都市統計地域）のいずれも、2023年7月21日時点での定義に従う。
| 合同統計地域                                     | 人口              | コアベース統計地域                               | 人口              | 郡                                   | 人口      |
| ------------------------------------------------ | ----------------- | ------------------------------------------------ | ----------------- | ------------------------------------ | --------- |
| フィラデルフィア・レディング・カムデン広域都市圏 | 7,379,700 752,570 | フィラデルフィア・カムデン・ウィルミントン都市圏 | 6,245,051 570,719 | ペンシルベニア州フィラデルフィア郡   | 1,603,797 |
| フィラデルフィア・レディング・カムデン広域都市圏 | 7,379,700 752,570 | フィラデルフィア・カムデン・ウィルミントン都市圏 | 6,245,051 570,719 | ペンシルベニア州モントゴメリー郡     | 856,553   |
| フィラデルフィア・レディング・カムデン広域都市圏 | 7,379,700 752,570 | フィラデルフィア・カムデン・ウィルミントン都市圏 | 6,245,051 570,719 | ペンシルベニア州バックス郡           | 646,538   |
| フィラデルフィア・レディング・カムデン広域都市圏 | 7,379,700 752,570 | フィラデルフィア・カムデン・ウィルミントン都市圏 | 6,245,051 570,719 | ペンシルベニア州デラウェア郡         | 576,830   |
| フィラデルフィア・レディング・カムデン広域都市圏 | 7,379,700 752,570 | フィラデルフィア・カムデン・ウィルミントン都市圏 | 6,245,051 570,719 | ニューカッスル郡                     | 570,719   |
| フィラデルフィア・レディング・カムデン広域都市圏 | 7,379,700 752,570 | フィラデルフィア・カムデン・ウィルミントン都市圏 | 6,245,051 570,719 | ペンシルベニア州チェスター郡         | 534,413   |
| フィラデルフィア・レディング・カムデン広域都市圏 | 7,379,700 752,570 | フィラデルフィア・カムデン・ウィルミントン都市圏 | 6,245,051 570,719 | ニュージャージー州カムデン郡         | 523,485   |
| フィラデルフィア・レディング・カムデン広域都市圏 | 7,379,700 752,570 | フィラデルフィア・カムデン・ウィルミントン都市圏 | 6,245,051 570,719 | ニュージャージー州バーリントン郡     | 461,860   |
| フィラデルフィア・レディング・カムデン広域都市圏 | 7,379,700 752,570 | フィラデルフィア・カムデン・ウィルミントン都市圏 | 6,245,051 570,719 | ニュージャージー州グロースター郡     | 302,294   |
| フィラデルフィア・レディング・カムデン広域都市圏 | 7,379,700 752,570 | フィラデルフィア・カムデン・ウィルミントン都市圏 | 6,245,051 570,719 | メリーランド州セシル郡               | 103,725   |
| フィラデルフィア・レディング・カムデン広域都市圏 | 7,379,700 752,570 | フィラデルフィア・カムデン・ウィルミントン都市圏 | 6,245,051 570,719 | ニュージャージー州セーラム郡         | 64,837    |
| フィラデルフィア・レディング・カムデン広域都市圏 | 7,379,700 752,570 | レディング都市圏                                 | 428,849           | ペンシルベニア州バークス郡           | 428,849   |
| フィラデルフィア・レディング・カムデン広域都市圏 | 7,379,700 752,570 | アトランティックシティ・ハモントン都市圏         | 369,797           | ニュージャージー州アトランティック郡 | 274,534   |
| フィラデルフィア・レディング・カムデン広域都市圏 | 7,379,700 752,570 | アトランティックシティ・ハモントン都市圏         | 369,797           | ニュージャージー州ケープ・メイ郡     | 95,263    |
| フィラデルフィア・レディング・カムデン広域都市圏 | 7,379,700 752,570 | ドーバー都市圏                                   | 181,851           | ケント郡                             | 181,851   |
| フィラデルフィア・レディング・カムデン広域都市圏 | 7,379,700 752,570 | バインランド都市圏                               | 154,152           | ニュージャージー州カンバーランド郡   | 154,152   |
|                                                  |                   | シーフォード小都市圏                             | 237,378           | サセックス郡                         | 237,378   |

## 註
1. ↑  QuickFacts. U.S. Census Bureau. 2020年.
2. ↑  OMB Bulletin No. 23-01, Revised Delineations of Metropolitan Statistical Areas, Micropolitan Statistical Areas, and Combined Statistical Areas, and Guidance on Uses of the Delineations of These Areas. Office of Management and Budget. 2023年7月21日.